# Victor Osimhen
Victor James Osimhen (Lagos, 29 de diciembre de 1998) es un futbolista nigeriano que juega de delantero en el Galatasaray S. K. de la Superliga de Turquía.

## Trayectoria

### Comienzos
Se formó en la Strikers Academy de su ciudad natal, y el 5 de enero de 2017, una semana después de cumplir 18 años, firmó con el Wolfsburgo alemán hasta junio de 2020. Debutó en la Bundesliga el 13 de mayo de 2017, como sustituto de Paul-Georges Ntep en el empate 1-1 contra el Borussia Mönchengladbach.
Con pocos minutos en el club alemán, en agosto de 2018 se marchó cedido una temporada al Sporting de Charleroi. Debutó en la Pro League belga el 1 de septiembre, como sustituto de Jérémy Perbet, jugando los últimos 12 minutos del partido que ganó (3-1) al Mouscron. El 22 de septiembre marcó su primer gol, que abrió el resultado en el empate 1-1 ante el Beveren. El 21 de octubre, marcó el primer doblete de su carrera contra el Zulte Waregem. Terminó la temporada con 20 goles en 36 partidos, incluidos los de las eliminatorias. Al finalizar la temporada, el equipo belga activó la opción de compra de 3,5 millones que había acordado con el Wolfsburgo y lo adquirió en propiedad.

### Lille O. S. C.

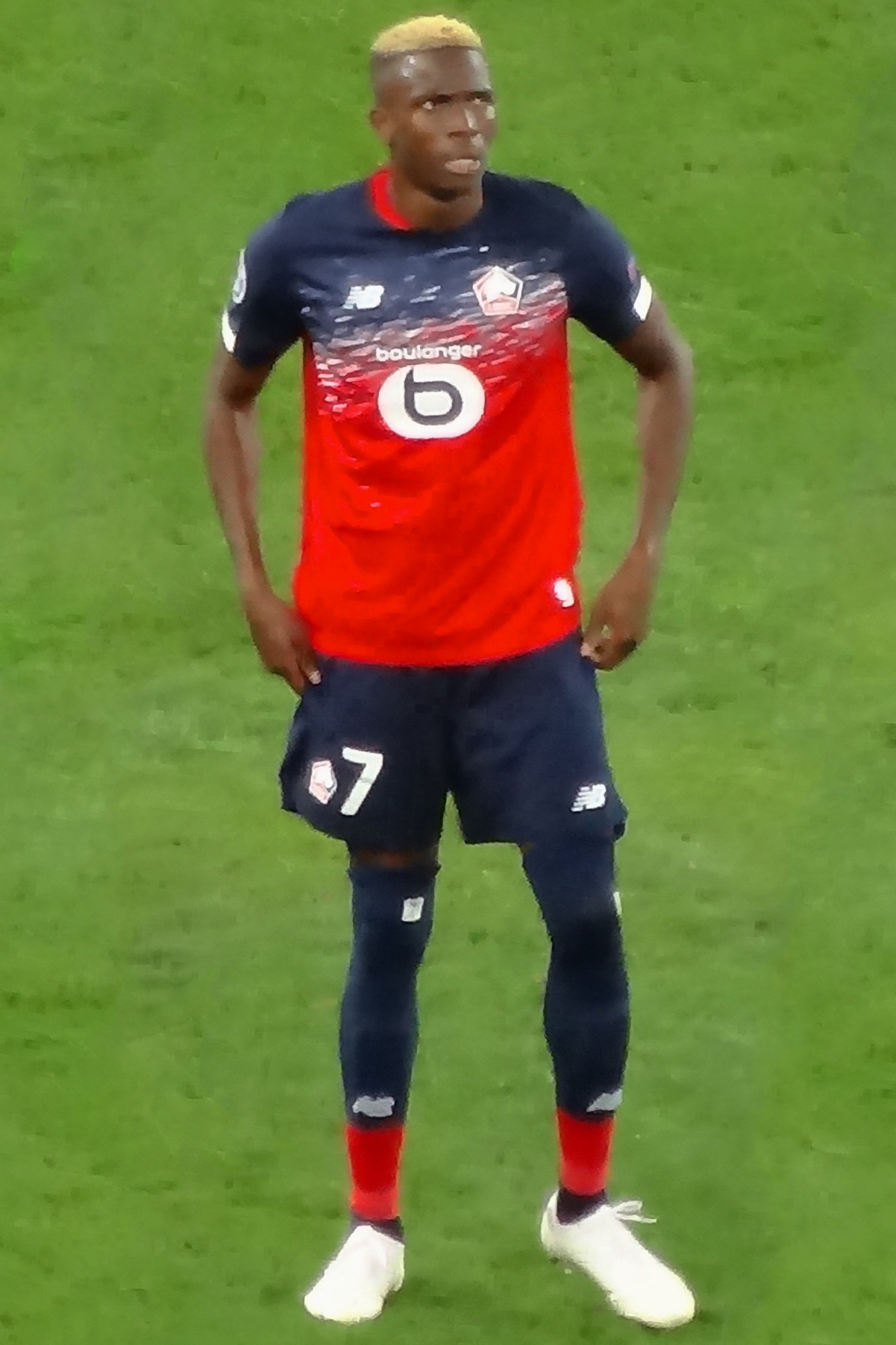
Osimhen con el Lille O. S. C. en 2019.

El 1 de agosto de 2019 fue traspasado al Lille francés con el que firmó por 5 años. En su debut en la Ligue 1, el 11 de agosto contra el Nantes, marcó un doblete. El 17 de septiembre debutó en la Liga de Campeones de la UEFA como titular, jugando todo el partido perdido por 3-0 contra el Ajax de Ámsterdam. El 2 de octubre marcó su primer gol en la máxima competición europea, pero no evitó la derrota en casa contra el Chelsea. Tras la suspensión del fútbol francés por la pandemia de COVID-19, terminó la temporada con 18 goles en 38 partidos totales.
En diciembre de 2019 fue nominado como mejor jugador joven africano en categoría sub-21, galardón que finalmente ganaría el marroquí Achraf Hakimi.

### S. S. C. Napoli

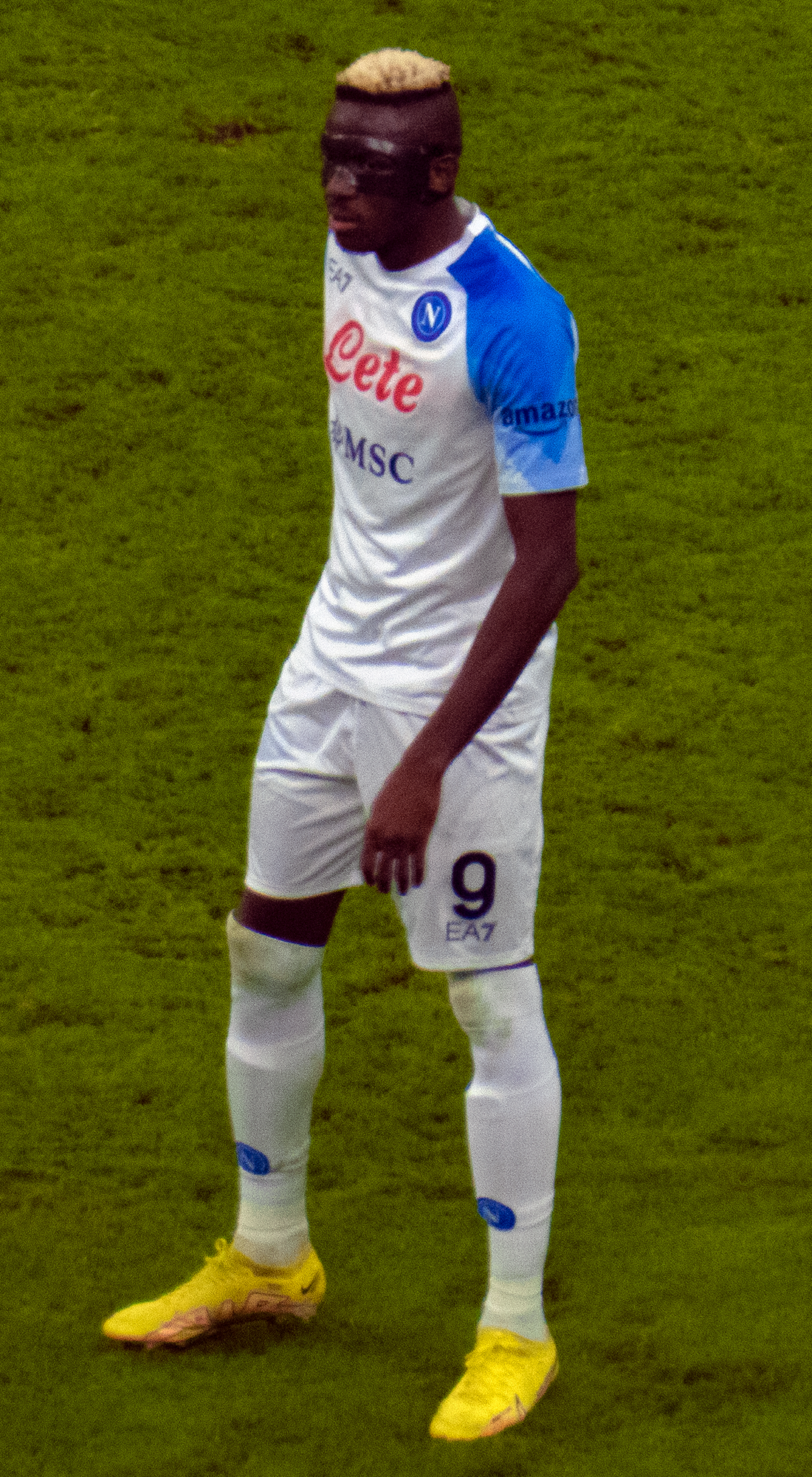
Osimhen con el Napoli en 2023.

El 31 de julio de 2020 se hizo oficial su traspaso al Napoli de la Serie A a cambio de 60 millones de euros. Debutó en la liga italiana el 20 de septiembre en la victoria a domicilio por 2-0 ante el Parma, entrando en el minuto 61 de juego, el 17 de octubre marcó su primer gol en la victoria por 4-1 ante el Atalanta de Bérgamo, mientras que el 8 de noviembre realizó el gol de la victoria por 0-1 ante el Bologna. A continuación, estuvo dos meses y medio indisponible, antes por una lesión en el hombro sufrida en un partido con la selección nigeriana y luego al resultar positivo por COVID-19; volvió a los campos de juego el 24 de enero de 2021, en el partido que los azzurri perdieron por 3-1 de local contra el Hellas Verona. Volvió a realizar un gol el 7 de marzo siguiente en la liga, de nuevo contra el Bologna. El 8 de mayo marcó su primer doblete con la camiseta napolitana en la victoria de visitante contra el Spezia (1-4). Terminó la temporada con un total de 10 goles en 30 partidos.
Comenzó la temporada 2021-22 recibiendo una expulsión por un manotazo al jugador del Venezia Daan Heymans durante la primera jornada de la Serie A. El 16 de septiembre marcó sus primeros goles en la Liga Europa de la UEFA, decidiendo el empate contra el Leicester City (2-2) con un doblete. Cuatro días después, en la victoria por 4-0 contra el Udinese, también marcó su primer gol de la temporada en la liga, y repitió el 23 de septiembre con un doblete en la victoria en Génova contra la Sampdoria (0-4). El 21 de noviembre, en Milán contra el Inter, se lesionó la cara tras un choque con el defensa nerazzurro Milan Škriniar; el diagnóstico posterior al partido mostró una fractura del hueso cigomático izquierdo y de la cavidad orbitaria contigua. Volvió a jugar después de casi dos meses, el 17 de enero de 2022, sustituyendo a Dries Mertens en el victorioso partido a domicilio en Bolonia (0-2). El 6 de febrero siguiente abrió el marcador en la victoria de visitante contra el Venezia (0-2). El 20 de mayo ganó el premio de la Lega Serie A como mejor jugador sub-23 de la liga italiana. Terminó su segunda temporada con 18 goles en 32 partidos disputados entre liga y copas.
En la temporada siguiente marcó dos goles en las dos primeras jornadas, contra el Hellas Verona y el Monza respectivamente, contribuyendo a la victoria de los azzurri en ambos partidos. El 12 de octubre marcó su primer gol en la Liga de Campeones con los napolitanos, anotando el último tanto en la victoria por 4-2 en el Diego Armando Maradona contra el Ajax de Ámsterdam. El 23 de octubre siguiente marcó el gol decisivo en el partido a domicilio contra la Roma, válido por la undécima jornada de la Serie A y que acabó con un 1-0 a favor del Napoli. Seis días más tarde, en el partido en casa contra el Sassuolo, que terminó 4-0 a favor del napolitanos, marcó su primer triplete con la camiseta azzurra. En la siguiente jornada del campeonato, decidió el enfrentamiento de las primeras dos en la tabla contra el Atalanta, que terminó 2-1 para su club, con un gol y una asistencia a su compañero Eljif Elmas; gracias a este último gol se convirtió también en el jugador nigeriano más prolífico de la historia de la Serie A. El 13 de enero de 2023, contribuyó con un doblete y una asistencia a su compañero Khvicha Kvaratskhelia en la victoria por 5-1 de local contra la Juventus de Turín en la 18.ª jornada, y con sus dos siguientes goles contra la Salernitana y la Roma, fue nombrado mejor jugador del mes de enero de la Lega Serie A, y su tanto contra los giallorossi también fue premiado como el mejor gol del mes. El 5 de febrero, marcó otro doblete, esta vez contra el Spezia, en el partido de la 21.ª jornada de la temporada que acabó 3-0 para los azzurri. La semana siguiente volvió a marcar en la victoria por 3-0 contra la Cremonese; en esta ocasión, al haber marcado por sexto partido de liga consecutivo, igualó el récord establecido originalmente por Gonzalo Higuaín en 2016. Este récord se batió cinco días después, con el último gol por 2-0 contra el Sassuolo. Gracias a su actuación, fue galardonado por la Asociación Italiana de Futbolistas (AIC) como el mejor futbolista del mes de febrero en la Serie A. El 15 de marzo siguiente marcó su primer doblete en la Liga de Campeones en la victoria por 3-0 en casa contra el Eintracht Fráncfort en la vuelta de los octavos de final. El 4 de mayo de 2023 fue el autor del gol que permitió al Nápoles empatar en casa con el Udinese (1-1) y, al mismo tiempo, ganar el scudetto con cinco jornadas de antelación, 33 años después del anterior; para el nigeriano fue también el primer título nacional de su carrera. Tres días después, gracias a su gol de local contra la Fiorentina (1-0), se convirtió en el futbolista africano con más goles en la máxima división italiana; terminó el año con 31 goles en total, ganando también el premio Lega Serie A al mejor delantero y consagrándose como capocannoniere (el máximo artillero de la Serie A).

### Galatasaray
El 4 de septiembre de 2024 el Galatasaray S. K. anunció su incorporación como cedido. Durante la temporada consiguió 37 goles y ayudó al equipo a ganar la Superliga de Turquía. Continuó en el club después de que el 31 de julio se llegara a un acuerdo para su traspaso a cambio de 75 millones de euros, siendo el más caro en la historia del fútbol turco, y firmara por cuatro años.

## Selección nacional
Hizo su aparición a nivel internacional en la Copa Mundial de Fútbol Sub-17 de 2015 realizada en Chile, donde convirtió 10 goles, obteniendo la Bota de Oro como el goleador del torneo, además de quedar en el segundo lugar como mejor jugador del torneo detrás de su compatriota Kelechi Nwakali. Nigeria sería el campeón.
El 1 de junio de 2017 hizo su debut con la selección absoluta de Nigeria, siendo así el primer jugador nacido en 1998 en hacerlo.

## Estilo de juego

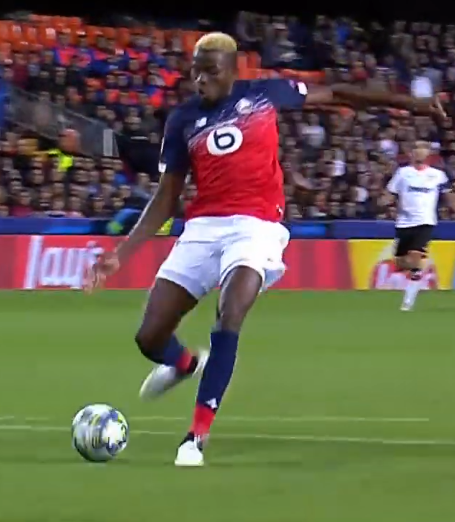
Osimhen marcando un gol para el Lille en 2019

Osimhen es un delantero centro diestro conocido por su presencia física, capacidad atlética, fuerza, franqueza, carreras en espacios, ojo para el gol y juego de enlace.

## Estadísticas

### Clubes
Actualizado al último partido disputado el 15 de agosto de 2025.
| Club                         | Div.          | Temporada     | Liga  | Liga  | Copas nacionales | Copas nacionales | Copas internacionales | Copas internacionales | Total | Total | Media goleadora |
| Club                         | Div.          | Temporada     | Part. | Goles | Part.            | Goles            | Part.                 | Goles                 | Part. | Goles | Media goleadora |
| ---------------------------- | ------------- | ------------- | ----- | ----- | ---------------- | ---------------- | --------------------- | --------------------- | ----- | ----- | --------------- |
| VfL Wolfsburgo · Alemania    | 1.ª           | 2016-17       | 3     | 0     | 0                | 0                | —                     | —                     | 3     | 0     | 0               |
| VfL Wolfsburgo · Alemania    | 1.ª           | 2017-18       | 12    | 0     | 1                | 0                | —                     | —                     | 13    | 0     | 0               |
| VfL Wolfsburgo · Alemania    | Total club    | Total club    | 15    | 0     | 1                | 0                | 0                     | 0                     | 16    | 0     | 0               |
| R. Charleroi S. C. · Bélgica | 1.ª           | 2018-19       | 34    | 19    | 2                | 1                | —                     | —                     | 36    | 20    | 0.56            |
| R. Charleroi S. C. · Bélgica | Total club    | Total club    | 34    | 19    | 2                | 1                | 0                     | 0                     | 36    | 20    | 0.56            |
| Lille O. S. C. Francia       | 1.ª           | 2019-20       | 27    | 13    | 6                | 3                | 5                     | 2                     | 38    | 18    | 0.47            |
| Lille O. S. C. Francia       | Total club    | Total club    | 27    | 13    | 6                | 3                | 5                     | 2                     | 38    | 18    | 0.47            |
| S. S. C. Napoli · Italia     | 1.ª           | 2020-21       | 24    | 10    | 3                | 0                | 3                     | 0                     | 30    | 10    | 0.33            |
| S. S. C. Napoli · Italia     | 1.ª           | 2021-22       | 27    | 14    | 0                | 0                | 5                     | 4                     | 32    | 18    | 0.56            |
| S. S. C. Napoli · Italia     | 1.ª           | 2022-23       | 32    | 26    | 1                | 0                | 6                     | 5                     | 39    | 31    | 0.79            |
| S. S. C. Napoli · Italia     | 1.ª           | 2023-24       | 25    | 15    | 1                | 0                | 6                     | 2                     | 32    | 17    | 0.53            |
| S. S. C. Napoli · Italia     | Total club    | Total club    | 108   | 65    | 5                | 0                | 20                    | 11                    | 133   | 76    | 0.59            |
| Galatasaray S. K. Turquía    | 1.ª           | 2024-25       | 30    | 26    | 4                | 5                | 7                     | 6                     | 41    | 37    | 0.9             |
| Galatasaray S. K. Turquía    | 1.ª           | 2025-26       | 1     | 0     | 0                | 0                | 0                     | 0                     | 1     | 0     | 0               |
| Galatasaray S. K. Turquía    | Total club    | Total club    | 31    | 26    | 4                | 5                | 7                     | 6                     | 42    | 37    | 0.88            |
| Total carrera                | Total carrera | Total carrera | 215   | 123   | 18               | 9                | 32                    | 19                    | 265   | 151   | 0.57            |
| 1. 2. 3.                     |               |               |       |       |                  |                  |                       |                       |       |       |                 |

### Hat-tricks
| 1 | 28 de agosto de 2020     | Teofilo Patini, Castel di Sangro | Castel di Sangro - Napoli       |  | 0 - 10 | Amistoso                    |
| 2 | 4 de septiembre de 2020  | Teofilo Patini, Castel di Sangro | Teramo - Napoli                 |  | 0 - 4  | Amistoso                    |
| 3 | 13 de junio de 2022      | Stade Adrar, Agadir              | Santo Tomé y Príncipe - Nigeria |  | 0 - 10 | Clasificación Copa Africana |
| 4 | 29 de octubre de 2022    | Diego Maradona, Nápoles          | Napoli - Sassuolo               |  | 4 - 0  | Serie A 2022-23             |
| 5 | 10 de septiembre de 2023 | Godswill Akpabio, Uyo            | Nigeria - Santo Tomé y Príncipe |  | 6 - 0  | Clasificación Copa Africana |
| 6 | 28 de febrero de 2024    | MAPEI Stadium, Reggio Emilia     | Sassuolo - Napoli               |  | 1 - 6  | Serie A 2023-24             |

## Palmarés

### Títulos nacionales
| Título               | Club              | País    | Año     |
| -------------------- | ----------------- | ------- | ------- |
| Serie A              | S. S. C. Napoli   | Italia  | 2022-23 |
| Copa de Turquía      | Galatasaray S. K. | Turquía | 2024-25 |
| Superliga de Turquía | Galatasaray S. K. | Turquía | 2024-25 |

### Títulos internacionales
| Título              | Club (*)             | Sede  | Año  |
| ------------------- | -------------------- | ----- | ---- |
| Copa Mundial sub-17 | Selección de Nigeria | Chile | 2015 |

(*) Incluyendo la selección.

### Distinciones individuales
| Distinción                                                      | Año     |
| --------------------------------------------------------------- | ------- |
| Bota del Oro en la Copa Mundial de Fútbol Sub-17                | 2015    |
| Jugador de la temporada del Lille O. S. C.                      | 2020    |
| Premio Marc-Vivien Foé                                          | 2020    |
| Futbolista nigeriano del año                                    | 2020    |
| Delantero nigeriano del año                                     | 2020    |
| Futbolista nigeriano del año                                    | 2021    |
| Delantero nigeriano del año                                     | 2021    |
| Premio Lega Serie A al mejor joven                              | 2021-22 |
| Parte de los 100 mejores jugadores del mundo según The Guardian | 2022    |
| Globe Soccer Awards al mejor joven                              | 2022    |
| Premio Lega Serie A al mejor delantero                          | 2022-23 |
| Capocannoniere de la Serie A                                    | 2022-23 |
| Futbolista del año en África                                    | 2023    |